# Bryostatine
Bryostatine sind organische Verbindungen aus der Gruppe der Makrolaktone. Die Verbindungen kommen überwiegend in Moostierchen (lat.: Bryozoa) vor, der Großteil der Forschung konzentriert sich dabei auf das Bryostatin 1.

## Vorkommen

Strukturformel von Bryostatin 1

Bryostatine kommen in sehr geringen Mengen in Vertretern aus der Gattung Bugula vor, insbesondere in Bugula neritina. Zwar wurde auch von kleineren Vorkommen in anderen Meeresorganismen wie Lissodendoryx isodictyalis berichtet, allerdings enthielt in jedem von derartigen Fällen die Biomasse auch Bugula neritina. So wurden aus 500 kg von Bugula neritina 120 mg von Bryostatin 1 erhalten, aus 14 t konnte eine andere Gruppe 18 g von Bryostatin 1 extrahieren. Hierbei gibt es eine Abhängigkeit nicht nur von der Region, sondern auch von der Wassertiefe und Jahreszeit, in der Proben von Bugula neritina genommen wurden. Dies ist möglicherweise auf eine Symbiose mit dem Bakterium Candidatus Endobugula sertula zurückzuführen. Bugula neritina-Proben, welche unterhalb von 9 m Wassertiefe entnommen wurden, produzieren die Bryostatine 1–3, während für Proben aus niedrigeren Wassertiefen diese Bryostatine nicht produziert wurden. Es wurden Unterschiede in der Gensequenz für mitochondriale Caboxylase I von Candidatus Endobuula sertula gefunden, was möglicherweise diese Beobachtung erklärt.

## Geschichte
Mittlerweile ist die Totalsynthese einer Vielzahl der Vertreter dieser Gruppe gelungen: 1999 gelang diese für Bryostatin 2, 2000 erfolgte die erstmalige Totalsynthese von Bryostatin 3, 2008 von Bryostatin 16 und 2011 von Bryostatin 9 und Bryostatin 7.
Die erstmalige Strukturaufklärung erfolgte 1982 von Bryostatin 1 und 1983 von Bryostatin 2 und Bryostatin 3 nach Extraktion aus Bugula neritina. Ein Jahr später wurde Bryostatin 4 isoliert und 1985 fand die Isolierung und Strukturaufklärung der Bryostatine 5–7 statt. Als weitere Bryostatine wurden 1986 das Bryostatin 9, 1987 Bryostatin 10–11 und 12–13, 1991 Bryostatin 14–15 und schließlich 1996 Bryostatine 16–18 isoliert und die jeweilige Struktur aufgeklärt.

## Eigenschaften
Die Bryostatine 1–12 können durch inverse HPLC isoliert werden, als Eluent wird ein Acetonitril-Wasser-Gradient verwendet.
In der Forschung werden die vielfältigen potentiellen medizinischen Anwendungen der Bryostatine untersucht, insbesondere das Bryostatin 1 wird verstärkt untersucht. Eine Aktivierung der Proteinkinase C (PKC) konnte bei kurzfristiger Exposition mit Bryostatin 1 beobachtet werden, langfristige Exposition bewirkt allerdings eine Absenkung der PKC-Aktivität. Mittels eines Bryostatinanalogons wurde als Bindungsstelle des Bryostatins 1 die CRD2-Domäne der PKCα ermittelt.
Bryostatin 1 wurde zum Beispiel 1993 in einer Phase I-Studie intravenös an Patienten mit Krebs im fortgeschrittenen Stadium verabreicht. Hierauf folgte im Jahr 1998 eine Phase II-Studie. Insgesamt wurden bis zum Jahr 2004 über 80 klinische Studien, wovon 20 das Phase I- und Phase II-Stadium abschlossen durchgeführt, allerdings stagnierte die Erforschung von Bryostatinen als mögliches Krebsmedikament in diesem Stadium.